# Anisodes variospila
Anisodes variospila là một loài bướm đêm trong họ Geometridae.